# Samsung YP-Q2
Samsung YP-Q2 — портативный мультимедийный проигрыватель с сенсорными кнопками от компании Samsung Electronics. Принадлежит к Yepp Q серии. Поступил в продажу в апреле 2009 года.
Кроме измененного дизайна отличается от YP-Q1 наличием программируемой клавиши и аккумулятором ёмкостью 580 мА·ч. Что на 40 мА·ч меньше чем у предыдущей модели, хотя производитель заявляет, что YP-Q2 может играть дольше. Также появилась версия на 16 Гб.
Подсоединяется к компьютеру с помощью специального кабеля через фирменный разъем к USB. Поддерживается MTP или UMS (в зависимости от региона). При подсоединении к компьютеру аккумулятор заряжается.
Имеет FM-тюнер и микрофон. Плеер оснащен системой обработки звука DNSe 3.0. Ёмкость встроенного Li-Pol аккумулятора составляет 580 мА·ч.

## Поддерживаемые форматы файлов
- Аудио: MP3, WMA, OGG, FLAC
- Видео: WMV, SVI (надо конвертировать специальной программой)
- Изображения: JPG, BMP, GIF, PNG
- Текст: TXT

## Комплект поставки
- Плеер
- Наушники-вкладыши EP-450
- USB-кабель
- Компакт-диск с драйверами и ПО
- Инструкция по эксплуатации